# 六町駅

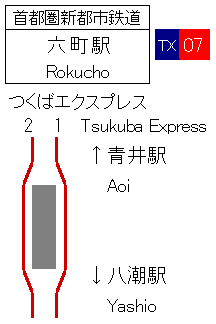
配線図

六町駅（ろくちょうえき）は、東京都足立区六町四丁目にある、首都圏新都市鉄道つくばエクスプレスの駅。駅番号はTX07。
開業時は普通列車のみの停車駅であったが、駅周辺の開発により利用客が増加し、2012年のダイヤ改正で新設された通勤快速が停車し、さらに2020年のダイヤ改正で上りの通勤快速が当駅に特別停車する区間快速に置き換えられ、朝ラッシュ時の上りに限り全列車の停車駅となった。

## 歴史
- 2005年（平成17年）8月24日：開業。
- 2007年（平成19年）3月18日：ICカード「PASMO」の利用が可能となる[2]。
- 2012年（平成24年）10月15日：通勤快速の運行が開始され、停車駅となる[3]。
- 2020年（令和2年）3月16日：平日朝ラッシュ時間帯の秋葉原方面に限り、区間快速の停車駅となる[4]。

## 駅構造
島式ホーム1面2線を有する地下駅。

### のりば
| 番線 | 路線               | 方向 | 行先       |
| ---- | ------------------ | ---- | ---------- |
| 1    | つくばエクスプレス | 下り | つくば方面 |
| 2    | つくばエクスプレス | 上り | 秋葉原方面 |

ホームは地下深くに立地し、地上出入口からホームへはエスカレーターを4回、もしくはエレベーターを2回程乗り継ぐ。
地下のホームを列車が高速通過するため、駅構内には「列車風注意」の案内がある。
のりばの壁面は、駅名標が周りのタイルと合わせて「六」の字を構成するようなデザインとなっている。

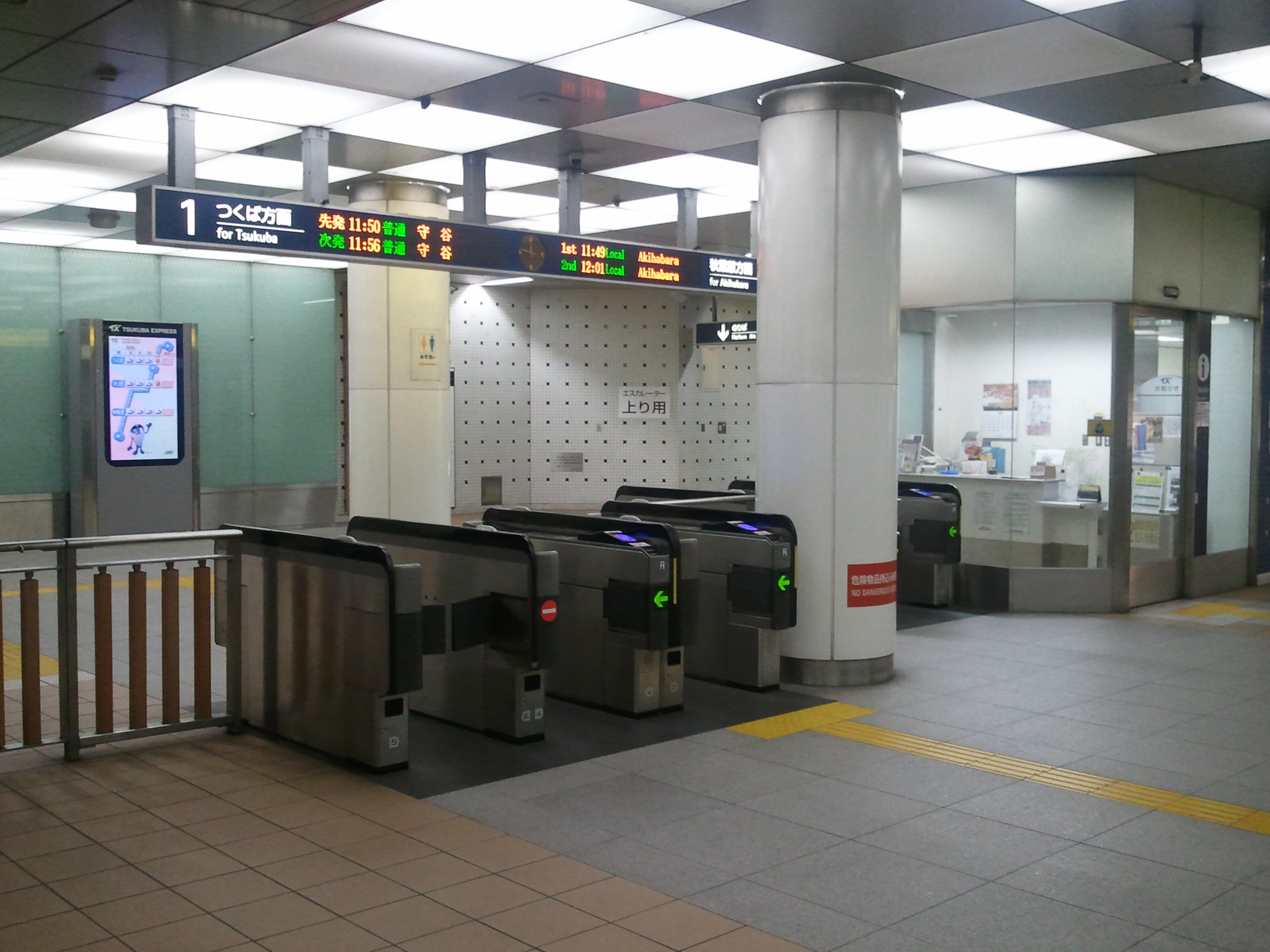
改札口（2012年10月）
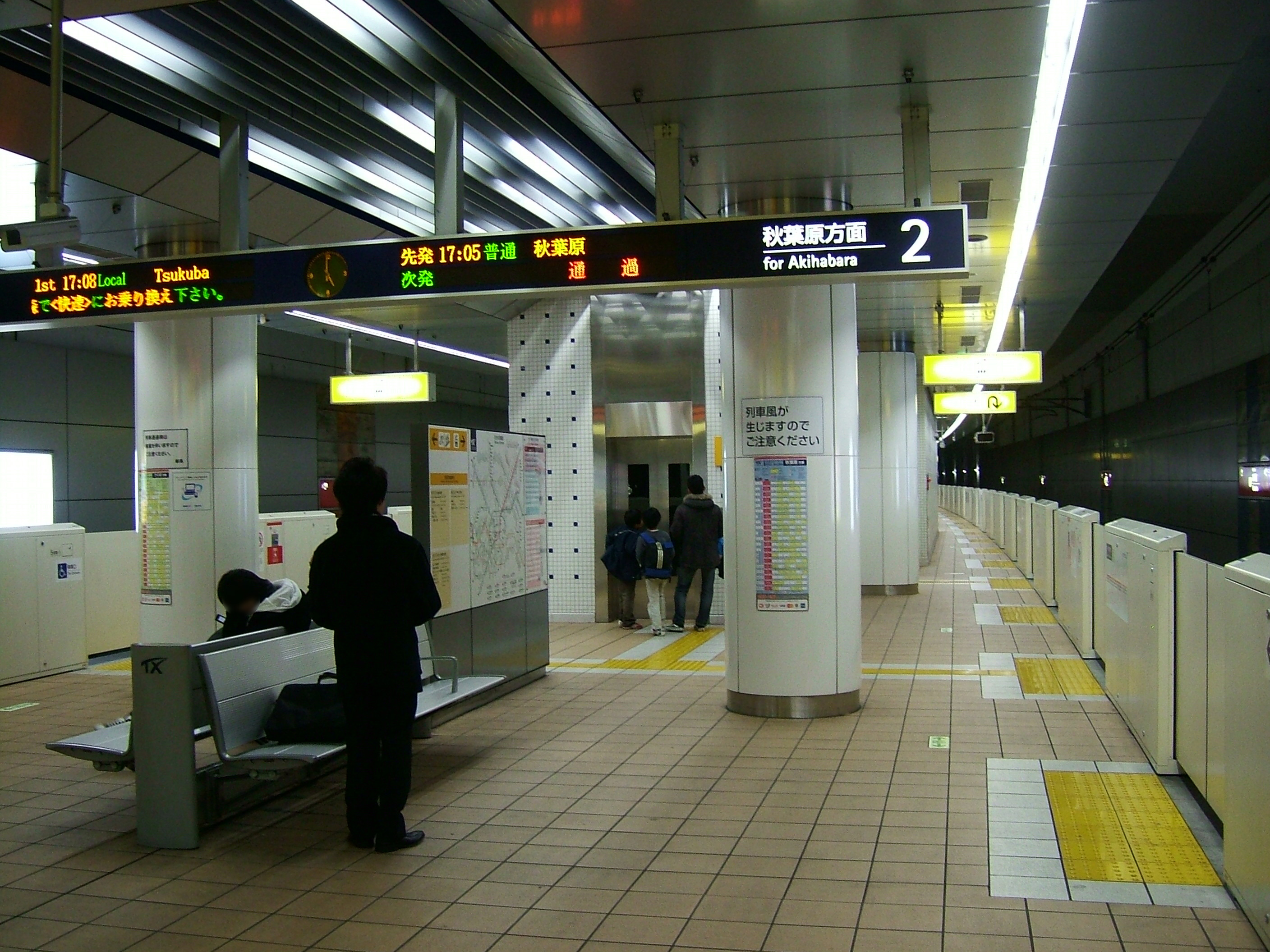
ホーム（2008年1月）
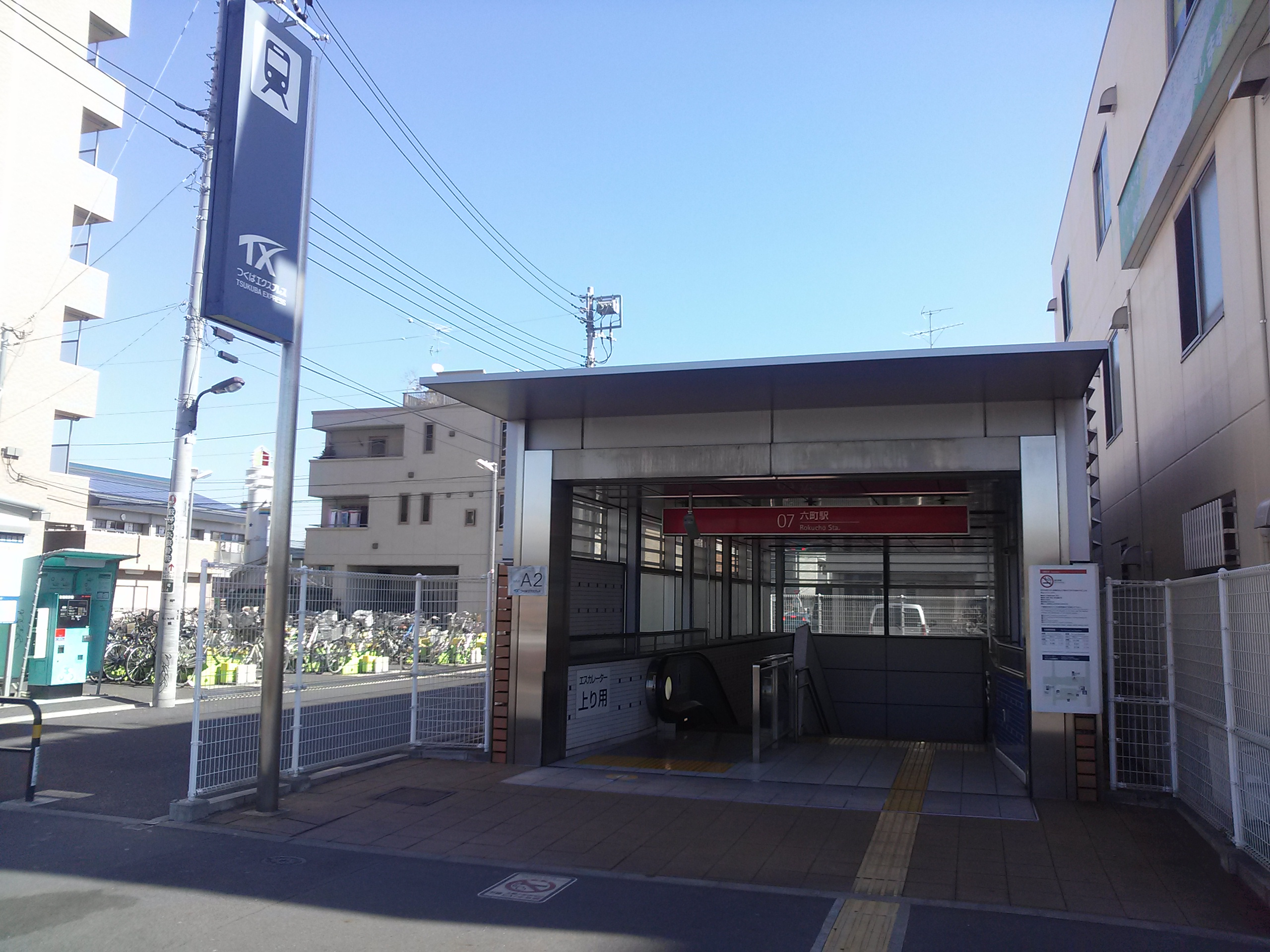
A2出入口（2013年2月）
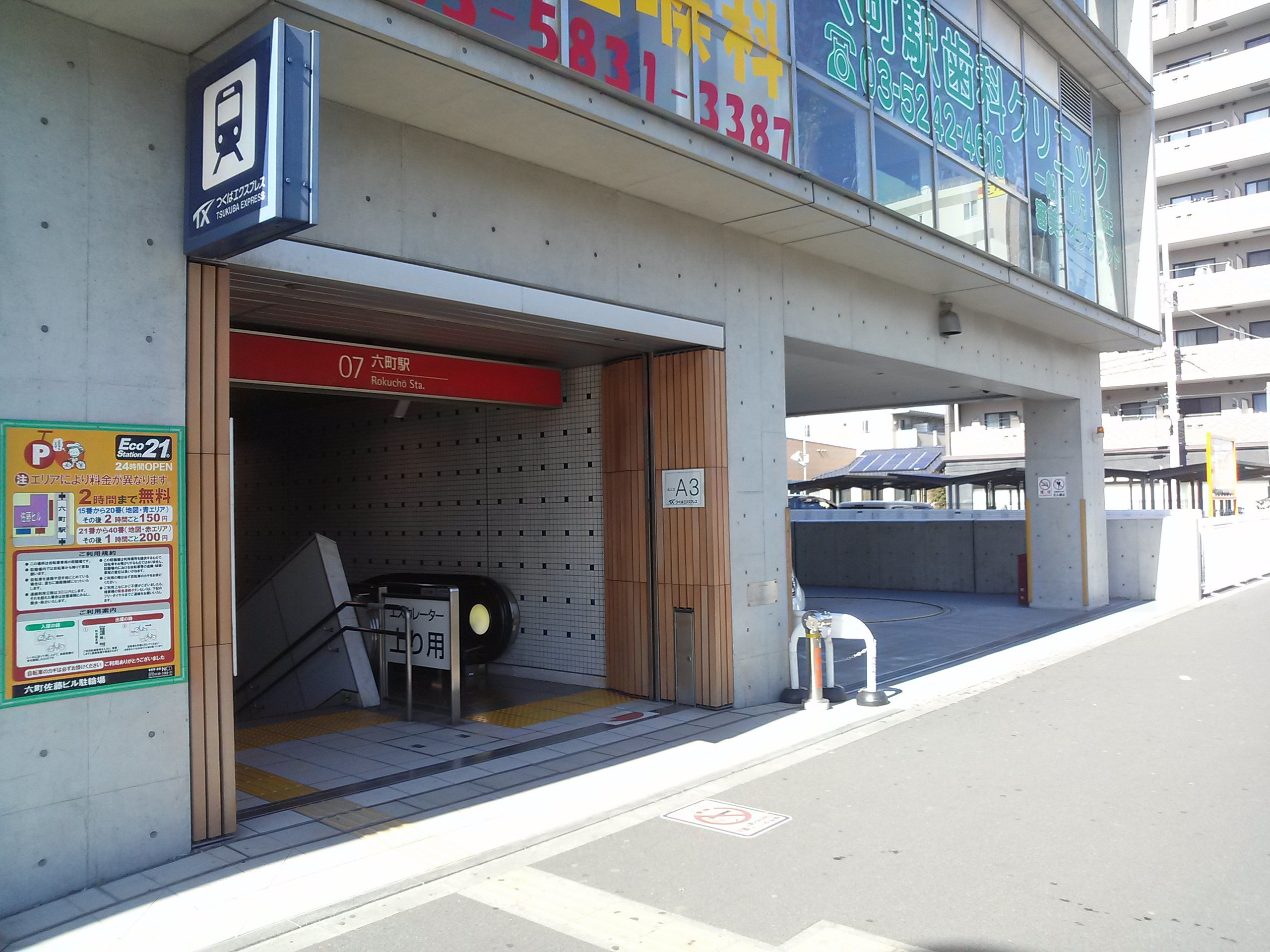
A3出入口（2013年2月）
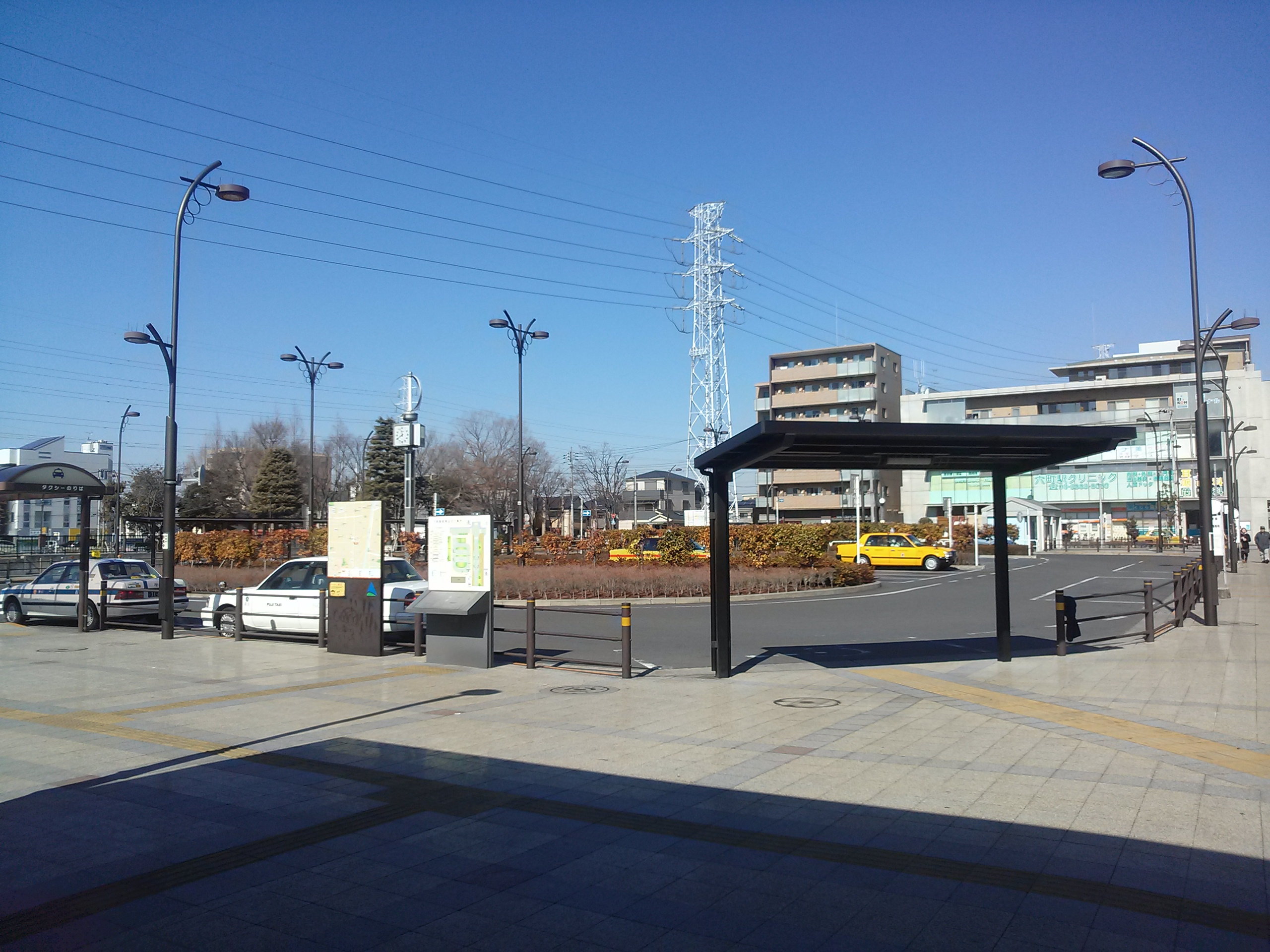
A1出入口前ロータリー（2013年2月）

## 利用状況
2024年度の1日平均乗車人員は17,241人である。
開業以来の1日平均乗車人員推移は下表の通りである。
| 年度               | 1日平均 乗車人員 | 出典     |
| ------------------ | ---------------- | -------- |
| 2005年（平成17年） | 5,193            | [ * 1 ]  |
| 2006年（平成18年） | 6,803            | [ * 2 ]  |
| 2007年（平成19年） | 7,949            | [ * 3 ]  |
| 2008年（平成20年） | 8,787            | [ * 4 ]  |
| 2009年（平成21年） | 9,358            | [ * 5 ]  |
| 2010年（平成22年） | 10,065           | [ * 6 ]  |
| 2011年（平成23年） | 10,621           | [ * 7 ]  |
| 2012年（平成24年） | 11,459           | [ * 8 ]  |
| 2013年（平成25年） | 12,378           | [ * 9 ]  |
| 2014年（平成26年） | 12,637           | [ * 10 ] |
| 2015年（平成27年） | 13,453           | [ * 11 ] |
| 2016年（平成28年） | 13,902           | [ * 12 ] |
| 2017年（平成29年） | 14,462           | [ * 13 ] |
| 2018年（平成30年） | 14,916           | [ * 14 ] |
| 2019年（令和元年） | 15,231           | [ * 15 ] |
| 2020年（令和02年） | 11,944           |          |
| 2021年（令和03年） | 13,324           |          |
| 2022年（令和04年） | 14,867           |          |
| 2023年（令和05年） | 16,173           |          |
| 2024年（令和06年） | 17,241           |          |

## 駅周辺
駅開設により周辺の宅地、商業地整備が急ピッチで進んでいる。
- スーパーマーケット ライフ六町駅前店
- ベルクス 足立南花畑店
- 足立六町郵便局
- 六町ミュージアム・フローラ
- 綾瀬川
- 足立区総合スポーツセンター
- 関東運輸局東京運輸支局 足立自動車検査登録事務所
- 東京メトロ千代田線 北綾瀬駅（徒歩で約20分）

## バス路線
A1出入口前にロータリーが整備されており、東武バスセントラルによる以下の路線が発着する。
| 乗場 | 系統                           | 主要経由地・備考                 | 行先                                       |
| ---- | ------------------------------ | -------------------------------- | ------------------------------------------ |
| 1    | 竹17・竹17-2                   | 足立総合スポーツセンター・増田橋 | 竹の塚駅東口                               |
| 2    |                                |                                  |                                            |
| 六19 | 花畑交番・花畑六丁目・文教大学 | （文教大学循環）六町駅           |                                            |
| 六19 | 花畑交番・花畑六丁目           | 文教大学（東京あだちキャンパス） |                                            |
| 六18 | 花畑交番・あいぐみ公園前       | 花畑団地（本数少）               |                                            |
| 3    | 綾24                           | 足立車検場・保木間三丁目         | 竹の塚駅東口                               |
| 4    | 北11                           | 南花畑三丁目                     | 文教大学（東京あだちキャンパス）（本数少） |
| 5    | 綾24                           | 青井六丁目・加平橋・綾瀬五丁目   | 綾瀬駅                                     |
| 6    | 北11・北12                     | 加平町・千住四丁目               | 北千住駅（本数少）                         |
| 6    | 竹17-2                         | 加平橋                           | 北綾瀬駅                                   |

## 隣の駅
首都圏新都市鉄道
つくばエクスプレス
■快速・■区間快速（平日朝ラッシュ時間帯の上り以外の列車）
通過
■区間快速（平日朝ラッシュ時間帯の上り列車）・■通勤快速（平日下りのみ運転）
北千住駅 (TX05) - 六町駅 (TX07) - 八潮駅 (TX08)
■普通
青井駅 (TX06) - 六町駅 (TX07) - 八潮駅 (TX08)

### 記事本文

### 利用状況
私鉄の1日平均利用客数
1. ↑  乗車人員 - つくばエクスプレス

私鉄の統計データ
1. ↑  東京都統計年鑑 - 東京都
2. ↑  数字で見る足立 - 足立区

東京都統計年鑑
1. ↑  東京都統計年鑑（平成17年）
2. ↑  東京都統計年鑑（平成18年）
3. ↑  東京都統計年鑑（平成19年）
4. ↑  東京都統計年鑑（平成20年）
5. ↑  東京都統計年鑑（平成21年）
6. ↑  東京都統計年鑑（平成22年）
7. ↑  東京都統計年鑑（平成23年）
8. ↑  東京都統計年鑑（平成24年）
9. ↑  東京都統計年鑑（平成25年）
10. ↑  東京都統計年鑑（平成26年）
11. ↑  東京都統計年鑑（平成27年）
12. ↑  東京都統計年鑑（平成28年）
13. ↑  東京都統計年鑑（平成29年）
14. ↑  東京都統計年鑑（平成30年）
15. ↑  東京都統計年鑑（平成31年・令和元年）